# 虎城镇
虎城镇，是中华人民共和国重庆市梁平区下辖的一个乡镇级行政单位。 区域面积77.76平方千米。

## 行政区划
虎城镇下辖以下地区：
虎城街道社区、礼仁村、五角村、大兴村、永和村、聂家村、清河村、桐子村、水口村、波漩村、八林村、千丘村、大荣村、集中村、陈家村、楚家村、河口村和砂石村。